# Nette
Nette یک چارچوب نرم‌افزاری منبع باز php برای ساخت برنامه‌های وبی در php5 است.